# Bretanha (Ponta Delgada)
A Bretanha é uma povoação portuguesa do Município de Ponta Delgada que foi sede da extinta Freguesia de Bretanha, freguesia que tinha 13,03 km² de área e 1 334 habitantes (2001), e, por isso, uma densidade populacional de 102,4 h/km². 
A Freguesia de Bretanha deixou de existir em 10 de Julho de 2002, sendo dividida nas Freguesias da Ajuda da Bretanha, de Pilar da Bretanha, tendo antes, em 1960, sido criada a Freguesia de Remédios também com território da Freguesia de Bretanha.

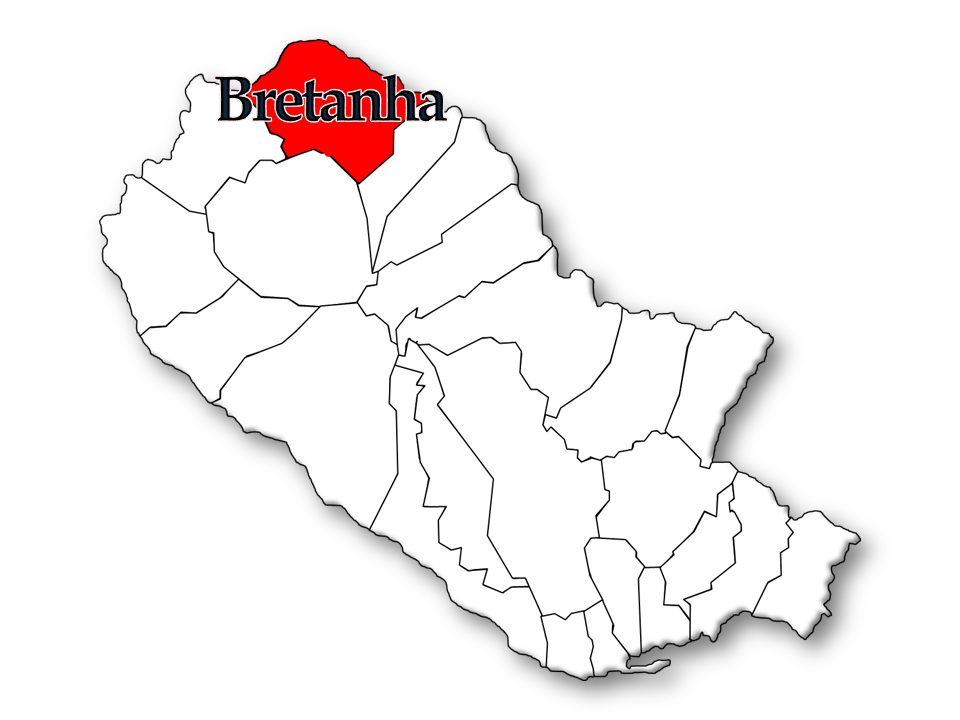
Localização no Município de Ponta Delgada da Freguesia de Bretanha na sua configuração no período de 1960-2002

## População
A extinta freguesia da Bretanha, na costa norte do município de Ponta Delgada, englobava os lugares de Remédios, Ajuda e Pilar. 
Pelo Decreto-Lei n.º 43392, de 13 de Dezembro de 1960, foi criada a freguesia dos Remédios da Bretanha, ficando a freguesia original constituída pelos aglomerados populacionais de Ajuda, que inclui o núcleo das Amoreiras, e do Pilar, que inclui o núcleo de João Bom. 
Posteriormente foram criadas as freguesias de Ajuda da Bretanha (2002) e Pilar da Bretanha (2002) com lugares desta freguesia.

| 1864 | 1878 | 1890 | 1900 | 1911 | 1920 | 1930 | 1940 | 1950  | 1960 | 1970 | 1981 | 1991 | 2001 |
| 2512 | 3026 | 3046 | 3137 | 3296 | 3091 | 3602 | 2382 | 4898  | 2971 | 2192 | 1499 | 1346 | 1334 |
|      | +20% | +1%  | +3%  | +5%  | -6%  | +17% | -34% | +106% | -39% | -26% | -32% | -10% | -1%  |